# Domingo Dulce y Garay
Domingo Dulce y Garay (Sotés, 7 de mayo de 1808–Amélie-les-Bains, 23 de noviembre de 1869), primer marqués de Castelflorite fue un militar español que participó activamente en las guerras carlistas en el bando isabelino. También fue capitán general de Cataluña (1854-1855; 1858-1862) y de Cuba (1862-1866; 1869). En su faceta puramente política fue senador vitalicio de España desde 1858, aunque no juró el cargo hasta el 17 de mayo de 1859.

## Biografía
Ingresó en 1823 en el ejército coincidiendo con el final del Trienio Liberal y participó en la Primera Guerra Carlista con los militares cristinos y bajo las órdenes de Baldomero Espartero a quien le unía una profunda amistad, obteniendo cuatro Cruces Laureadas de San Fernando. Fruto de la amistad con Espartero fue su colaboración durante la regencia de este, siendo persona destacada para sofocar la revolución de 1841 cuando los moderados, con Diego de León y Manuel de la Concha al frente, trataron de tomar, entre otras acciones, el Palacio Real de Madrid y secuestrar a la reina Isabel II.
Ya con el grado de general, participó en la guerra de los Matiners enfrentándose victorioso al militar carlista Ramón Cabrera. Participó en La Vicalvarada apoyando, en este caso, a O'Donnell y su proyecto de Unión Liberal, así como posteriormente se enfrentó al desembarco carlista de San Carlos de la Rápita, tras cuyo aplastamiento obtuvo el título de Marqués de Castell-Florite. Durante la mayor parte del tiempo de los gobiernos de la Unión Liberal estuvo destinado en Cuba como Capitán General dados los recelos que contra él seguía manteniendo O'Donnell, aunque fue senador de 1858 a 1860.
Durante su estancia en América destacó por su clara vocación abolicionista continuando con la política abolicionista de su predecesor, el duque de la Torre, combatió duramente el tráfico de esclavos en el Caribe, llegando a encarcelar a conocidos traficantes, entre ellos el gobernador civil de La Habana, Julián de Zulueta, con quien mantenía un enfrentamiento político abierto. Fue promotor de la Sociedad contra la Trata.
En cuanto a la política exterior de la isla, el riojano fue famoso por defender la neutralidad de la provincia española frente a los conflictos reinantes de la zona: Guerra de Secesión en Estados Unidos, Guerra en México, neutralidad ante las luchas internas en la República Dominicana tras la victoria separatista en la Guerra de la Restauración. Fuera de los apoyos a las autoridades españolas en Santo Domingo en la campaña de Pedro Santana, el capitán general tan sólo apoyó a las autoridades inglesas de Jamaica en la rebelión de Morant Bay mandando dos vapores acorazados a que vigilasen los principales puertos.
A su regreso en 1866 participó en las conspiraciones que culminaron con la revolución de 1868 y el destronamiento de la reina Isabel. Aunque permaneció todo el tiempo desterrado en Canarias por las sospechas de colaboración con elementos progresistas, fue uno de los firmantes del Manifiesto que acompañó a la revolución.
De regreso a Cuba unos meses antes de su muerte como exigencia por parte la asamblea de Guáimaro para llegar a acuerdos en el comienzo de la Guerra de los Diez Años, decretó la libertad de imprenta en la isla por vez primera el 9 de enero de 1869 e hizo promesas de futuras reformas que más tarde detendría el gobierno de Madrid.
Gravemente enfermo de cáncer, el general Dulce falleció el 23 de noviembre de 1869 en la localidad francesa de Amélie-les-Bains.